# Sarah Harrison (Webvideoproduzentin)
Sarah Harrison (* 6. Juni 1991 in Günzburg als Sarah Nowak) ist eine deutsche Webvideoproduzentin, Influencerin, Reality-Show-Teilnehmerin und Playmate.

## Leben

### Karriere
Harrison machte eine Lehre zur Bankkauffrau und arbeitete in diesem Beruf, bevor sie ihn aufgrund ihrer Aktivitäten im medialen Bereich kündigte. Sie hat an drei großen Playboy-Produktionen teilgenommen, wurde zum Playmate August 2014 und später zum „Playmate des Jahres 2015“ gewählt. Im selben Jahr war sie Kandidatin der fünften Staffel der RTL-Fernsehsendung Der Bachelor. Dort erreichte sie den dritten Platz. 
Nach einigen TV-Auftritten nahm Harrison vom 12. bis zum 28. August 2015 an der Sat.1-Reality-TV-Show Promi Big Brother teil und belegte dort den vierten Platz.
Am 10. Juni 2015 eröffnete Harrison, damals unter ihrem Mädchennamen Nowak, ihren YouTube-Kanal mit inzwischen rund 1.270.000 Abonnenten (Stand: März 2021). Sie zeigt Vlogs, Schmink- und Lifestylevideos und vor allem seit 2018 ihren Familienalltag. 
2017 bis 2018 nahm sie an der mehrteiligen Doku-Soap Fitness Diaries des Senders Sixx teil. 2019 wurde ihr der About You Award in der Kategorie „Health“ verliehen. Im Jahr 2019 veröffentlichte sie zusammen mit ihrem Ehemann den Elternratgeber Familygoals. 
Im Jahr 2020 waren sie und ihr Ehemann Coaches bei The Biggest Loser.
Seit 2020 ist sie Mitgeschäftsführerin des von ihr mitgegründeten Unternehmens samion, in dem sie online Hautpflegeprodukte für Babys verkauft.
2022 war sie Gewinnerin in der Sat.1-Show Das große Promibacken. Seit Januar 2024 moderiert sie den Backstage-Bereich von Stars in der Manege.

### Privates
Am 11. November 2017 heiratete Nowak den Deutschamerikaner Dominic Harrison. Sie verwendet seitdem den Namen Sarah Harrison. Am 27. November 2017 wurde das erste Kind des Paares, eine Tochter, geboren,  am 27. Juli 2020 die zweite Tochter und am 5. August 2024 die dritte Tochter.

## Kritik
Ende 2020 wanderte Harrison mit ihrer Familie nach Dubai Al Barari aus. Hieran wurde unter anderem kritisiert, dass „mit deutscher Reichweite in Dubai Geld verdient, aber keine Steuer gezahlt“ werde. Außerdem müsse eine Lizenz unterschrieben werden, die verbietet, sich zu religiösen oder politischen Themen oder über Staatsoberhäupter zu äußern. Dubai müsse in Beiträgen ausschließlich positiv dargestellt werden. Hierdurch würden sie und ihre Familie sich einer strengen Zensur eines Unrechtsstaates unterwerfen.
Des Weiteren wird Harrison häufig dafür kritisiert, Darstellungen ihrer beiden Töchter ohne Unkenntlichmachung im Internet zu veröffentlichen und zu vermarkten.

## Buchveröffentlichungen
- Mit Dominic Harrison: #Familygoals. Als Team zum Familienglück – der persönliche Guide für junge Familien. ZS Verlag, München 2019, ISBN 978-3-96584-010-2.